# Allan Peiper
Allan Peiper (* 26. März 1960 in Alexandra, Victoria) ist ein ehemaliger australischer Sportlicher Leiter und Radrennfahrer.

## Sportlicher Werdegang
Er wuchs in schwierigen Verhältnissen auf. Sein Vater war alkoholkrank und neigte zu häuslicher Gewalt, während seine Mutter als Alleinverdienerin bis zur Erschöpfung arbeitete. Sein Großvater war bereits ein erfolgreicher Radrennfahrer, und auch Allan begann schon in jungen Jahren mit dem Sport, in dem er die Erfüllung fand, die ihm das Elternhaus nicht bieten konnte. Der formalen Bildung abgeneigt zog er das Training oftmals dem Schulbesuch vor und wurde australischer Juniorenmeister in der Einerverfolgung. Peiper begann, in einer Fabrik zu arbeiten und sparte seine Monatslöhne, um eine Reise nach Europa finanzieren zu können. Im Alter von 16 Jahren zog er 1976 schließlich in die belgische Stadt Gent. Dort kam er in einem Mehrbettzimmer im Haus eines Fleischers unter, bevor er kurz darauf von der Familie des zwei Jahre älteren Eddy Planckaerts aufgenommen wurde, mit dem er in dieser Zeit auch zumeist gemeinsam trainierte. Während eines späteren Aufenthaltes in Australien traf er auf Peter Brotherton, der ihn fortan trainierte und seine Entwicklung hin zu einem Profisportler begleitete.
1982 trat Peiper einem international erfolgreichen Sportverein aus Boulogne-Billancourt bei und erhielt bereits ein Jahr später auf Grund äußerst überzeugender Leistungen einen Profi-Vertrag vom Team Peugeot-Shell-Michelin. Im folgenden Jahrzehnt sicherte er sich zahlreiche Titel und Rennsiege. Hervorzuheben sind neben dem Etappenerfolg beim Critérium du Dauphiné vor allem fünf gewonnene Tagesabschnitte bei der Herald Sun Tour sowie der Sieg im Gesamtklassement der Schweden-Rundfahrt. Zwei Jahre vor Ende seiner aktiven Laufbahn gelang ihm 1990 auch noch ein Etappensieg beim Giro d’Italia – einer der drei  „Grand Tours“.

## Berufliches
Heutzutage (Stand 2020) ist Peiper als Radsportmanager tätig und arbeitete unter anderem schon für das Team T-Mobile und das Radsportteam UAE-Team Emirates. Ende 2006 war er sportlicher Leiter der Mannschaft Davitamon-Lotto und 2008 trat er als einer der sportlichen Leiter in die Dienste des Teams HTC-Highroad. Peiper gilt als einer der Mentoren des jungen Mark Cavendish in der Anfangszeit von dessen Karriere sowie als „Architekt“ des Tour-de-France-Siegers des Jahres 2020, Tadej Pogačar.
Ende 2021 zog sich Allan Peiper wegen einer Krebserkrankung beruflich aus dem Radsport zurück.

## Erfolge
1977
- Junioren-UCI-Bahn-Weltmeisterschaften – Punktefahren

1978
- Junioren-UCI-Bahn-Weltmeisterschaften – Punktefahren

1982
- eine Etappe Circuit Franco-Belge
- Grand Prix des Nations (Amateure)

1984
- eine Etappe Critérium du Dauphiné
- eine Etappe Étoile de Bessèges
- Gesamtwertung und eine Etappe Schweden-Rundfahrt
- Gesamtwertung und eine Etappe Tour de l'Oise

1985
- eine Etappe Tour de l'Oise
- eine Etappe Paris–Nizza

1986
- Grand Prix Raymond Impanis
- drei Etappen Herald Sun Tour
- eine Etappe Belgien-Rundfahrt

1987
- Grand Prix d’Isbergues
- Circuit des Frontières
- eine Etappe Kellogg's Tour of Britain

1988
- eine Etappe Irland-Rundfahrt
- zwei Etappen Herald Sun Tour

1990
- eine Etappe Giro d’Italia

## Grand Tours
| Grand Tour            | 1984 | 1985 | 1986 | 1987 | 1988 | 1989 | 1990 | 1991 | 1992 |
| --------------------- | ---- | ---- | ---- | ---- | ---- | ---- | ---- | ---- | ---- |
| Vuelta a EspañaVuelta | –    | –    | DNF  | –    | –    | –    | –    | –    | –    |
| Giro d’ItaliaGiro     | –    | –    | 116  | –    | 103  | –    | 144  | –    | 130  |
| Tour de FranceTour    | 95   | 86   | –    | DNF  | –    | –    | DNF  | –    | 126  |

## Veröffentlichungen
- Allan Peiper, Chris Sidwells: A Peiper's Tale. Mousehold Press, Norwich, 2005, ISBN 978-1-874739-39-5.